# 麥當勞道站

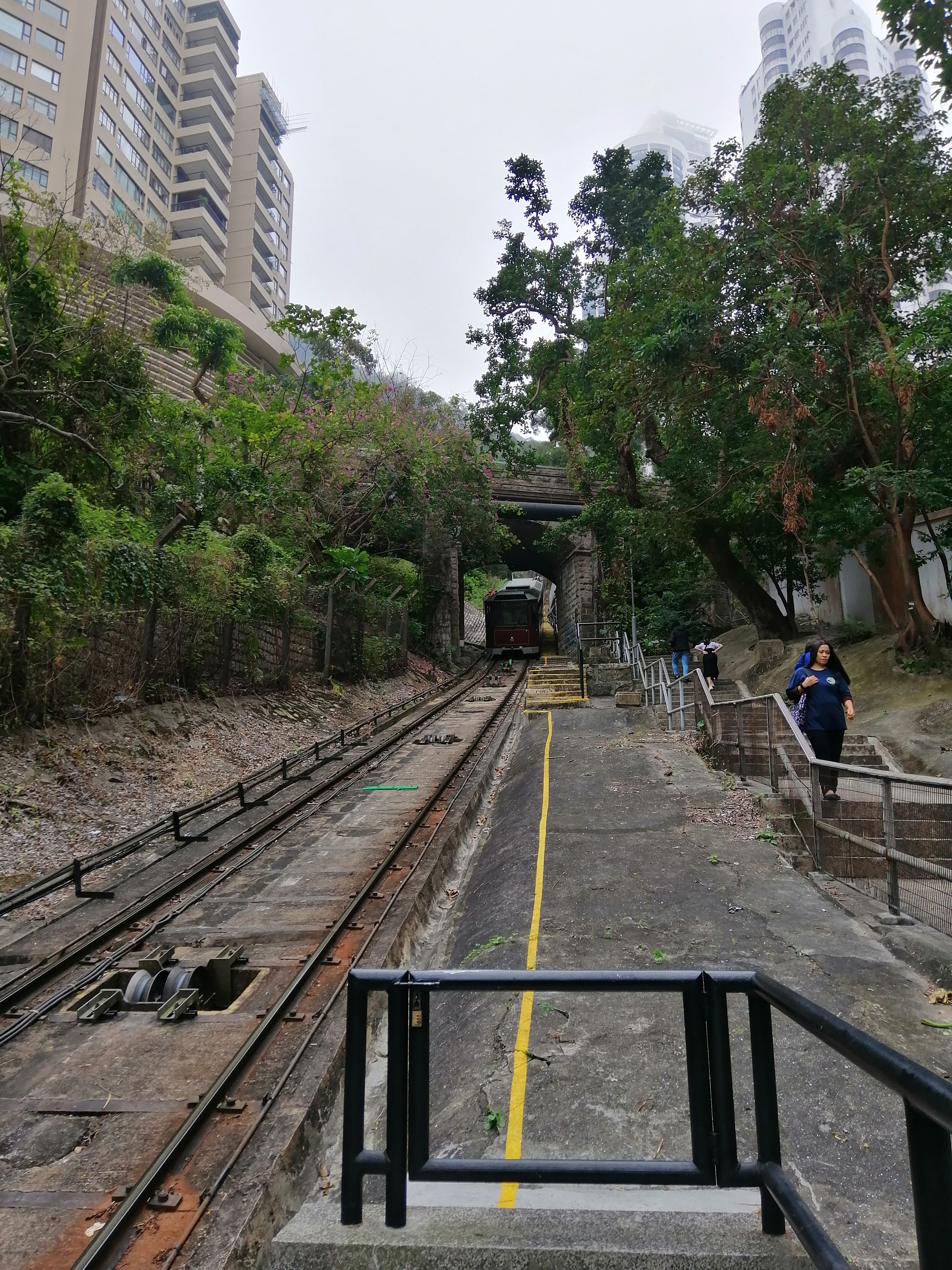
麥當奴道站往山頂總站方向。圖片遠處橋洞上方為馬己仙峽道，橋洞前之梯級為舊寶雲道站月台所在。

麥當勞道站（英語：MacDonnell Road stop）是一個位於香港香港島中西區半山區麥當勞道，屬於山頂纜車的纜索鐵路車站，海拔高度95米。
1957年，麥當奴道改為現在的麥當勞道，但鄰近的纜車站未有跟隨改名，同樣情況也出現在於1911年建成的「麥當奴道公廁」。2022年8月27日第六代山頂纜車投入服務後，車站更名為與道路名稱一致的「麥當勞道」站。

## 車站資料

### 車站介紹

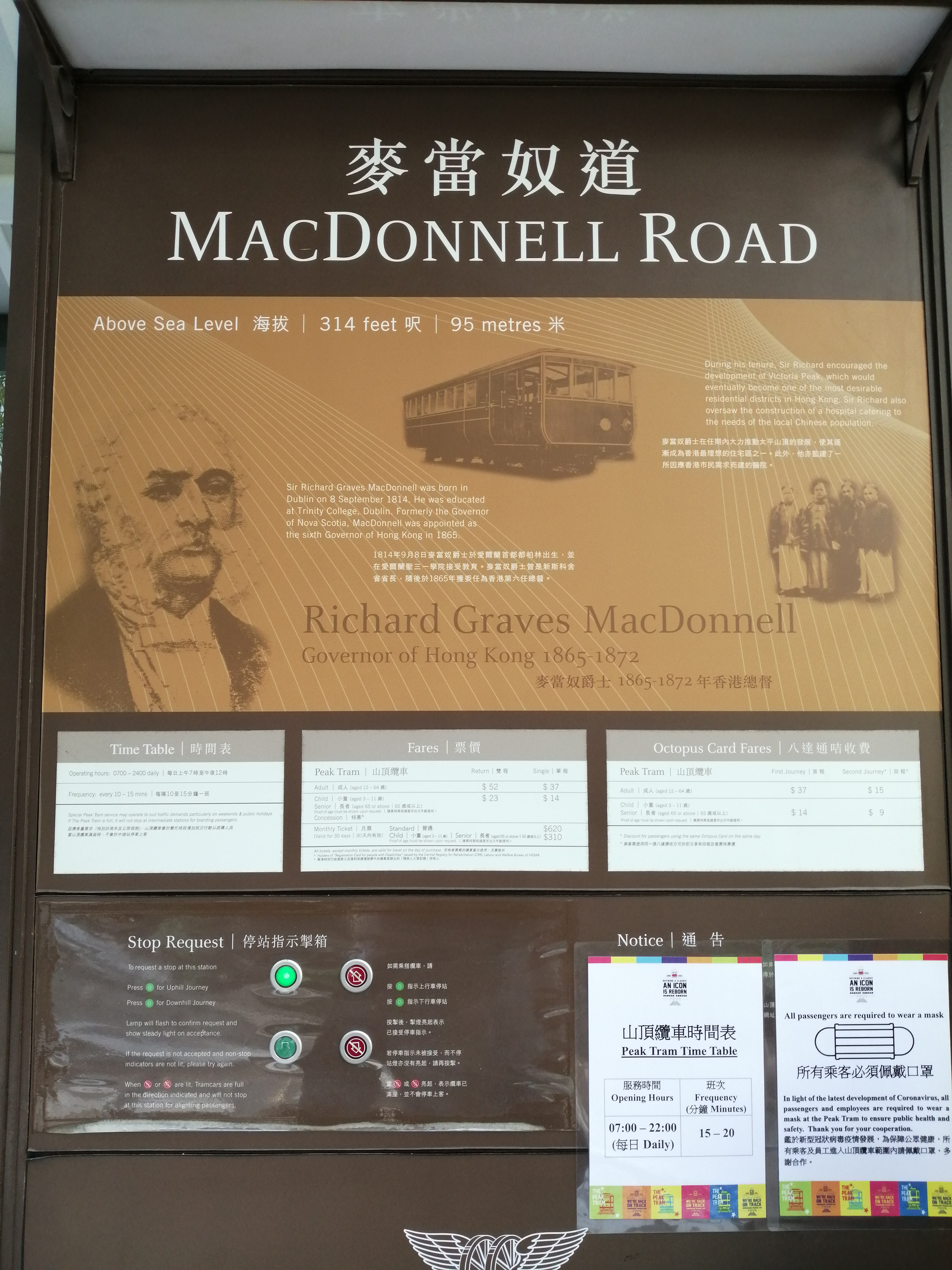
麥當奴道站站牌

本站是山頂纜車的中途站之一。

### 車站出口
一個出入口通往麥當勞道。

### 車站商店及自助服務
設有停站按鈕，不設售票服務，乘客上車時能用八達通或現金付款。

## 歷史
1985年1月1日起，寶雲道站停用，並併入此站。

## 利用狀況
本站與其餘3個中途站（堅尼地道站、梅道站、白加道站）一樣，使用量極低，假日更沒有列車停靠。

## 接駁交通
- 城巴12A（金鐘站至麥當勞道（循環線），經中環）
- 專線小巴1A（中環香港站至麥當勞道（循環線））